# Menzinger Straße
Die Menzinger Straße ist eine Innerorts- und Ein- und Ausfallstraße in den Stadtbezirken Neuhausen-Nymphenburg (Nr. 9), Moosach (Nr. 10), Pasing-Obermenzing (Nr. 21) und Allach-Untermenzing (Nr. 23) von München.

## Verlauf
Der östliche Teil der Menzinger Straße ist als Ein- und Ausfallstraße bis zur Amalienburgstraße Teil der Verbindung zwischen der Münchner Innenstadt und der Bundesautobahn 8, die über Augsburg, Ulm und Stuttgart nach Karlsruhe führt. Die Straße schließt an der den Schlosskanal querenden Ludwig-Ferdinand-Brücke an die Notburgastraße an, quert dann den Nymphenburg-Biedersteiner Kanal und wendet sich von der nördlichen in die westliche Richtung. An der Einmündung des Wintrichrings nimmt sie den vom Mittleren Ring kommenden Verkehr auf. Sie setzt sich als nördliche Begrenzung des Botanischen Gartens nach Westen fort und erreicht an der Straßenbahnwendeschleife Amalienburgstraße das nördliche Endes des Nymphenburger Schlossparks. Gleichzeitig bildet sie die südliche Begrenzung des Kapuzinerhölzls. Die Verbindung zur Autobahn zweigt hier als Amalienburgstraße ab, während sich die Menzinger Straße als reine Innerortsstraße nach Nordwesten fortsetzt.
Zwischen Lustheimstraße und Donizettistraße unterquert die Menzinger Straße die Bahnstrecke München–Regensburg und führt an der Eigenheimsiedlung Neulustheim entlang bis in die Nähe des Bahnhofs (jetzt S-Bahn-Station) Untermenzing. Dort geht sie in die Megerlestraße über. Vor dem Ausbau der Von-Kahr-Straße in den 1980er Jahren verlief sie westlich der Bahnstrecke München–Treuchtlingen auf der Trasse der heutigen Von-Kahr-Straße an der Unselmühle vorbei bis zur Pippinger Straße.

## Baudenkmäler
- Nr. 2: Mietshaus, dreigeschossiger gegliederter Jugendstilbau mit Mansarddach, Segmenterker und Gauben, Anfang 20. Jahrhundert (Denkmalliste D-1-62-000-4511)
- Nr. 6: Mietshaus, dreigeschossiger Neubarockbau mit Mansardwalmdach, Putzgliederung und Kastenerker, um 1900 (Denkmalliste D-1-62-000-4512)
- Nr. 9/9a: Kleinhaus, eingeschossiger Satteldachbau mit Zwerchhaus, im Kern 18. Jahrhundert, Zwerchhaus 19. Jahrhundert, nördlich angebaut zweigeschossiger Traufseitbau mit Satteldach, wohl 19. Jahrhundert; Nebengebäude, eingeschossiges Kleinhaus mit Satteldach, der ehemalige traufseitige Zugang zugesetzt, wohl Mitte 19. Jahrhundert (Denkmalliste D-1-62-000-4513)
- Nr. 78: Villa, Neurenaissance, um 1900 (Denkmalliste D-1-62-000-4517)
- Nr. 123: Gasthof zur Burenschänke, dreigeschossiger Walmdachbau mit Stuckdekor, um 1900 (Denkmalliste D-1-62-000-4518)

### Abgegangen
- Nr. 125: ehemaliges Wohn- und Atelierhaus von Gustav Gsaenger, 2012 durch Brand zerstört[3]

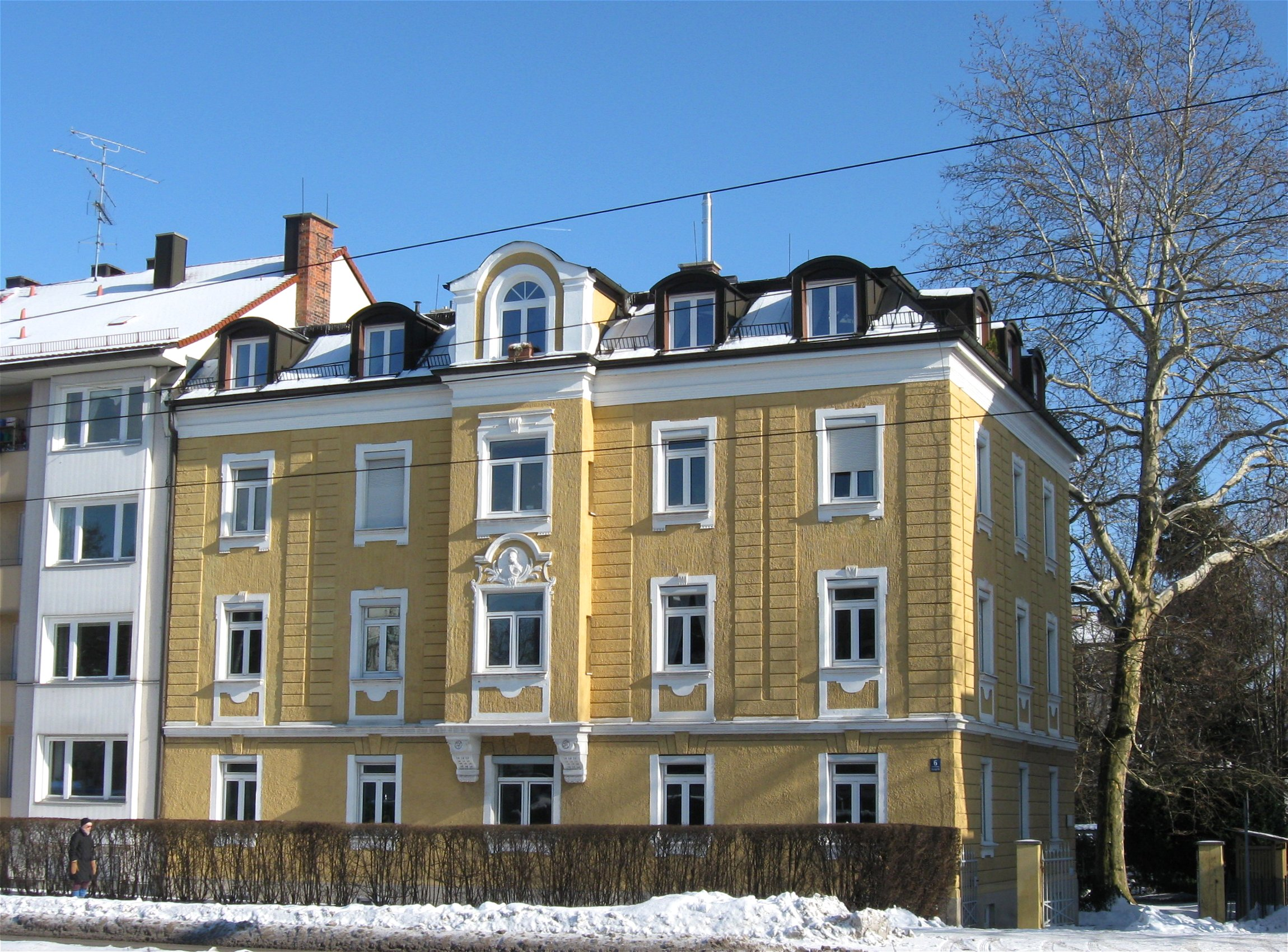
Menzinger Straße 6
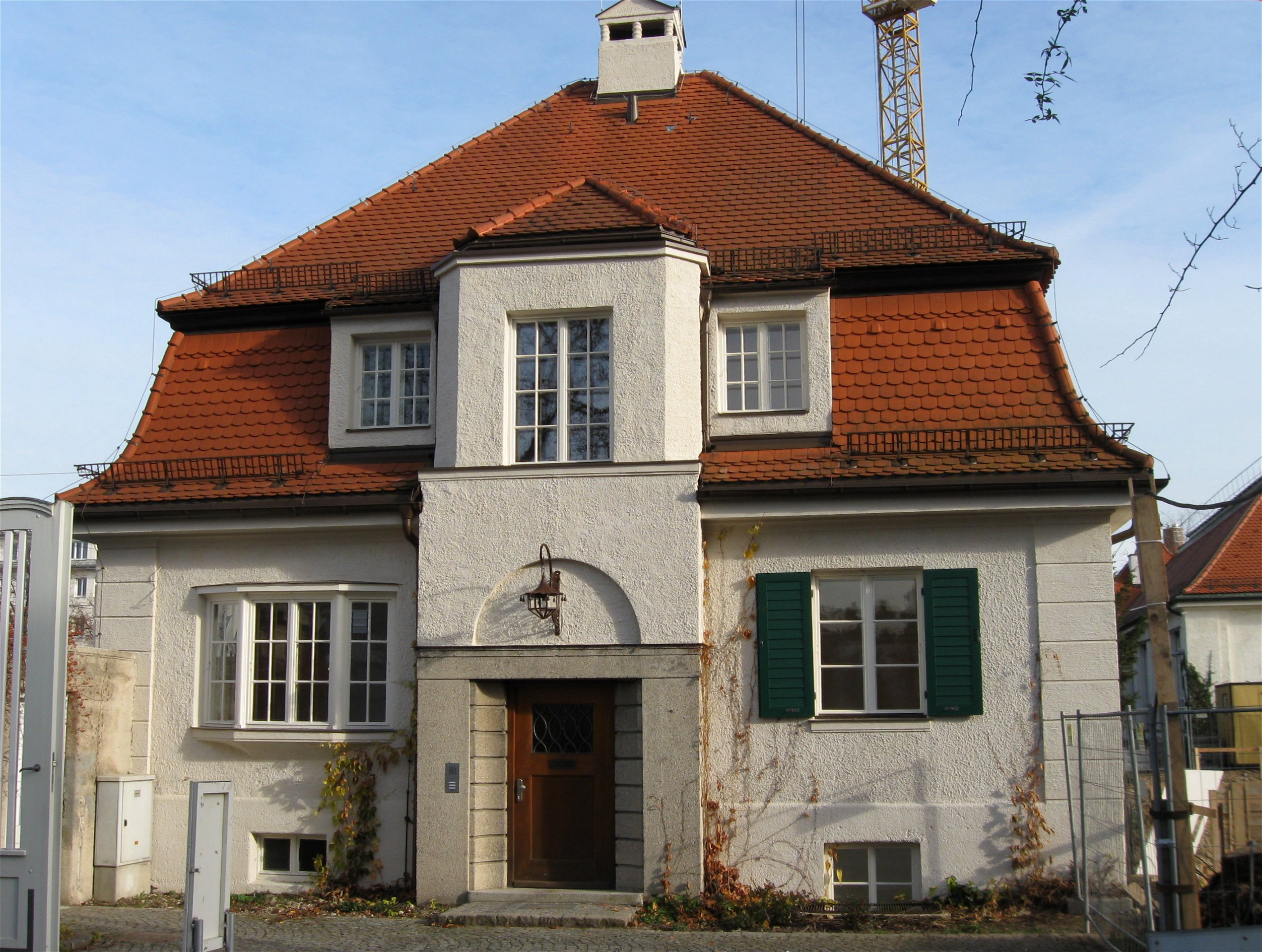
Menzinger Straße 65
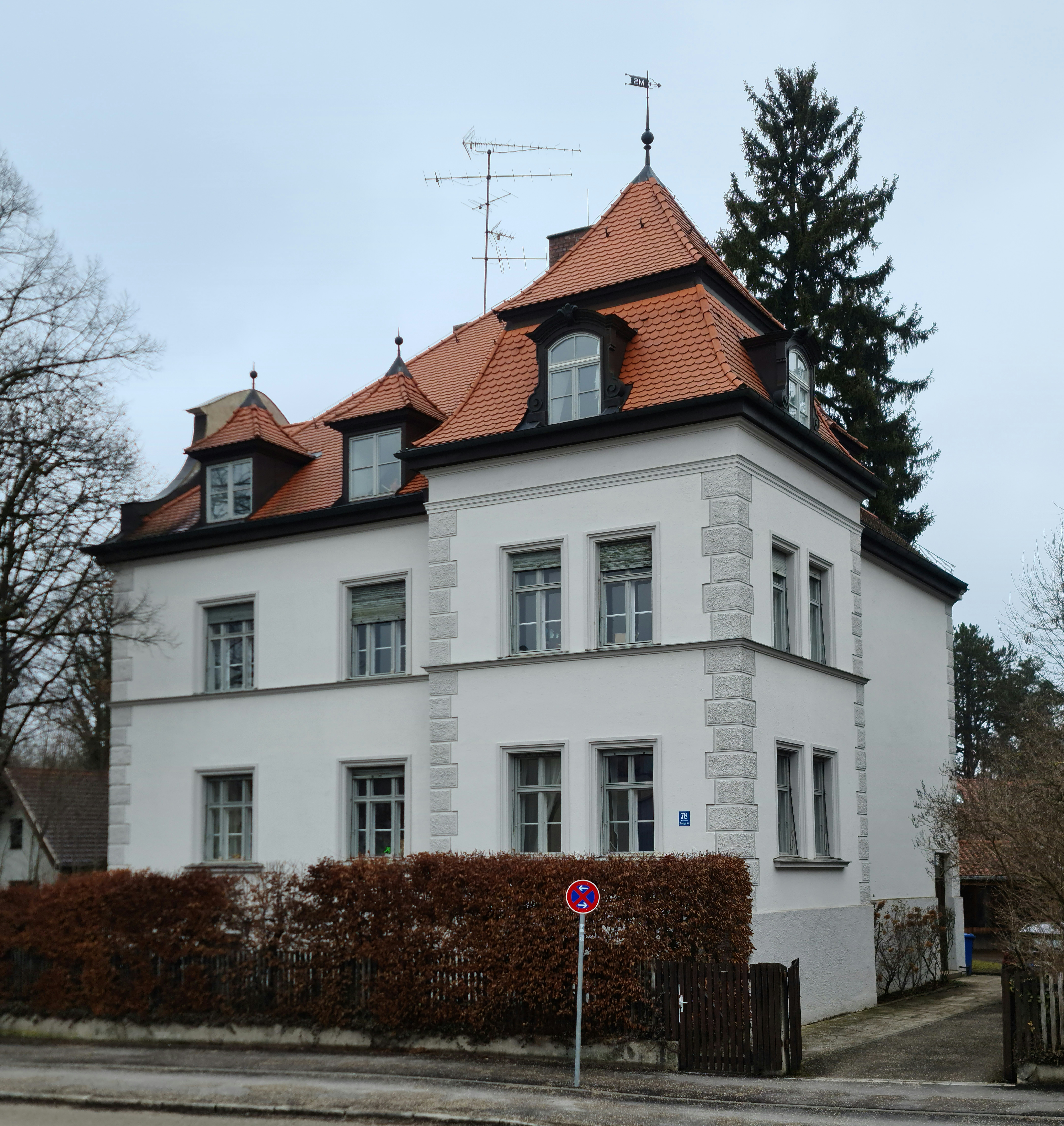
Menzinger Straße 78

## Konsulate
- Generalkonsulat der Republik Türkei, Menzinger Straße 3

## Krankenhaus

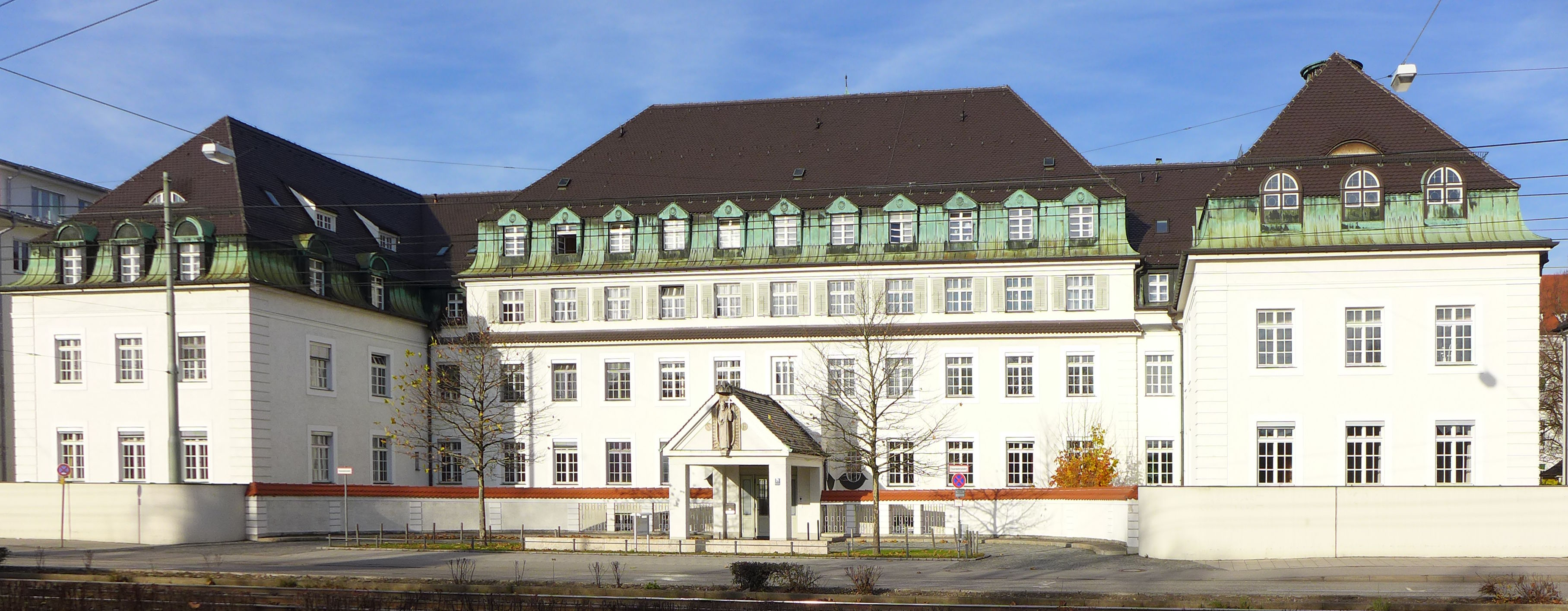
Krankenhaus des Dritten Ordens

- Nr. 48: Krankenanstalt des Dritten Ordens, Altbau, dreigeschossige barockisierende Dreiflügelanlage mit Mansardwalmdach, segmentbogenförmigem Loggienvorbau und Kapellenanbau im Norden, von den Gebrüdern Rank, 1911/12; mit Einfriedung, gleichzeitig; Trakt an der Menzinger Straße, barockisierende Dreiflügelanlage mit Mansardwalmdach, der Hauptbau dreigeschossig, die Seitentrakte zweigeschossig, von Franz Rank, 1926/27.

## Botanischer Garten und Staatliche Naturwissenschaftliche Sammlungen

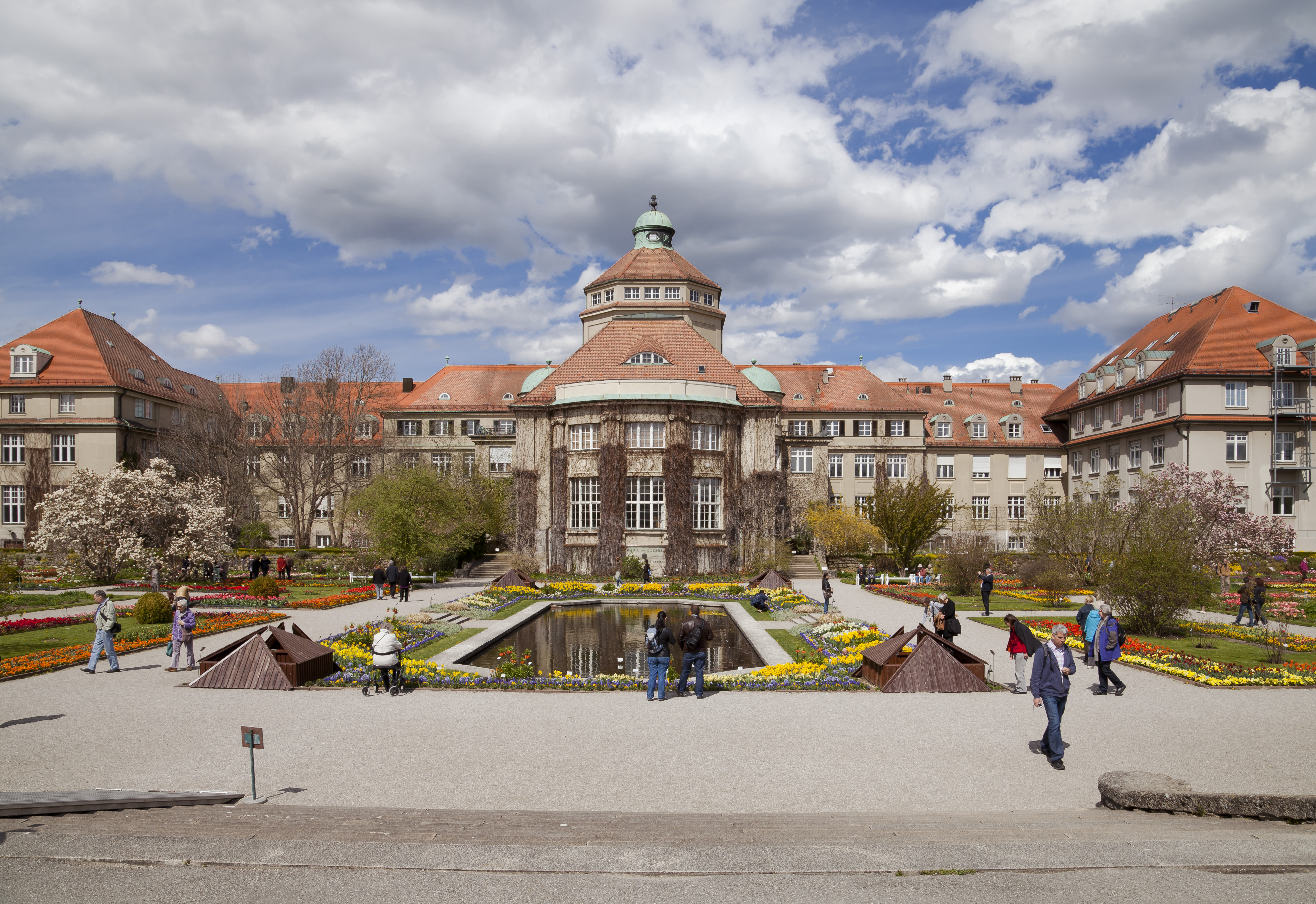
Botanischer Garten, Hauptgebäude

- Nr. 61, 63, 65, 67, 69, 71: zahlreiche unter Denkmalschutz stehende Baulichkeiten (Denkmalliste D-1-62-000-4516), siehe Botanischer Garten München-Nymphenburg.

## In der Nähe

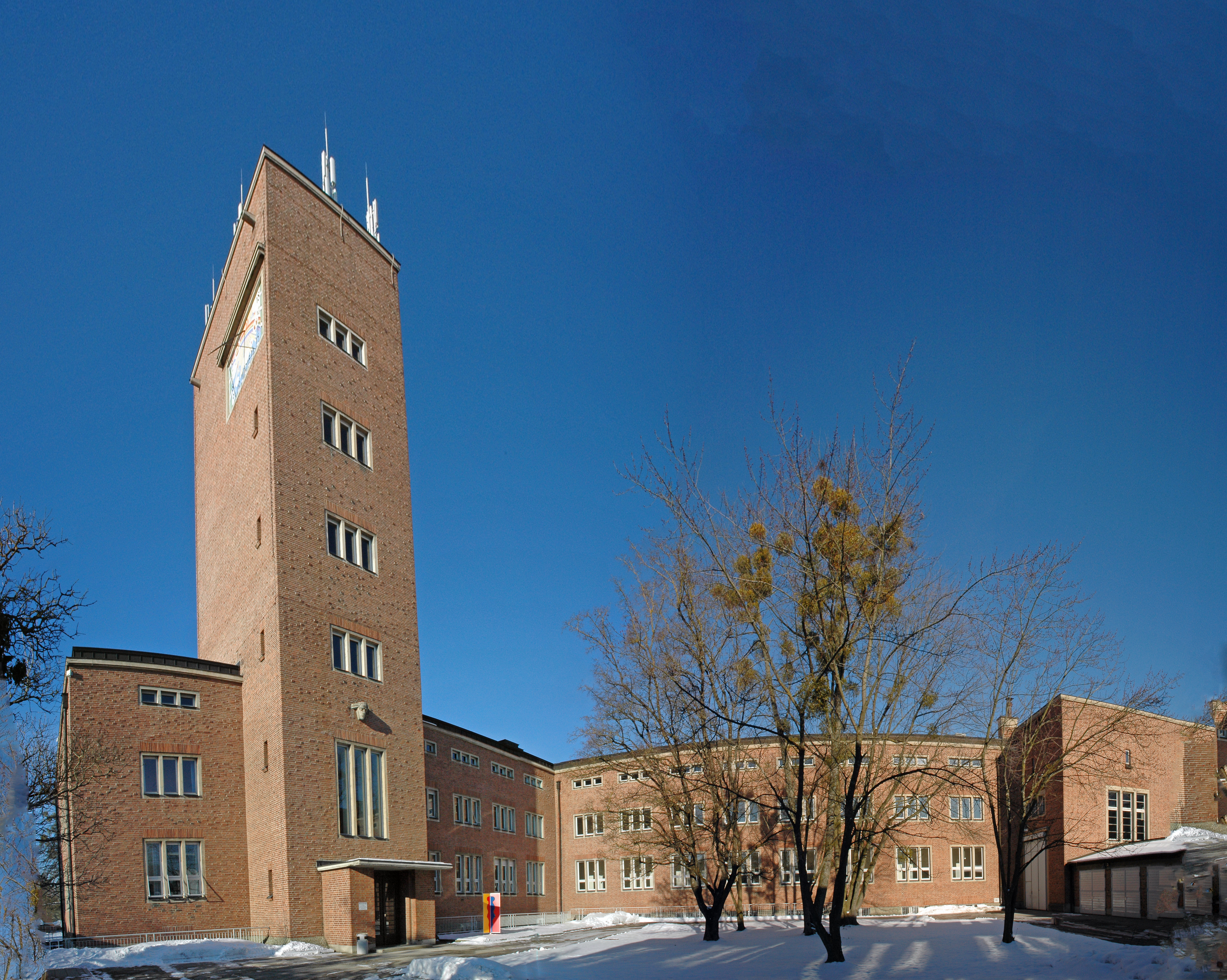
Ehemaliges Eichamt

- Bayerisches Landesamt für Maß und Gewicht, ehemals Bayerisches Eichamt, seit 2019 Außenstelle, Franz-Schrank-Straße 9, 1926/28 von Karl Badberger, klinkerverkleideter Bau mit dominierendem Turm mit Sonnenuhr im Stil der Neuen Sachlichkeit.[4] (Denkmalliste D-1-62-000-1795)

## Bekannte Bewohner
- Sam Spence, Filmkomponist (1927 bis 2016), wohnte in der Menzinger Straße 31
- Gustav Gsaenger, Architekt (1900 bis 1989), Wohn- und Atelierhaus Menzinger Straße 125